# Torre di Beffan
La torre di Beffan è il nome di un sito archeologico di Roveredo, in Svizzera, nel quale sorgono le rovine di una torre utilizzata anticamente come residenza nobiliare.

## Descrizione
I ruderi della torre sorgono sulla riva destra della Moesa, alla base della collina di Carasole nella frazione di Beffan, dietro i resti dell'ex collegio di Sant'Anna.
Questa fortificazione, la cui base è a pianta quadrangolare di dimensione 7 x 9 metri, sorge su una sporgenza rocciosa e segna l'inizio delle fortificazioni di Roveredo sulla sponda destra della Moesa, come parte delle strutture a controllo della chiusa di Serravalle.

## Storia
Le prime testimonianze di una fortificazione in questo punto risalgono al IV secolo, a cui seguirono restauri da parte dei Longobardi.
Documenti storici ne attestano l'utilizzo come casatorre a partire dal XII secolo, proprietà della famiglia Beffano, una delle più importanti della zona e dalla quale deriva il suo nome.